# Trovisco
Trovisco é o nome vulgar de várias espécies de plantas arbustivas da família Thymelaeaceae encontradas na Ásia e Europa muito cultivadas para a utilização em jardins. Incluem-se Daphne lauerola e Daphne gnidium bem como Thymelaea villosa, as quais podem ser encontradas em Portugal. A maior parte destas plantas são tóxicas.